# Telarc Records
Telarc International Corporation – niezależna wytwórnia płytowa z siedzibą w Cleveland w Stanach Zjednoczonych.
Została założona w 1977 przez dwóch muzyków i pedagogów z muzycznym wykształceniem: Jacka Rennera i Roberta Woodsa. Początkowo wydawała nagrania z muzyką poważną, współpracując głównie z dwoma orkiestrami Cincinnati Symphony Orchestra i Cleveland Orchestra, a także Atlanta Symphony Orchestra i St Louis Symphony Orchestra. W późniejszych latach Telarc poszerzyła swoją ofertę o inne style muzyczne: jazz, blues oraz muzykę country.
Telarc słynie z bardzo dobrej jakości dźwięku nagrań płytowych. Przeszło 50-krotnie firma zdobywała nagrody Grammy, ponadto uzyskała tytuł „Wytwórni płytowej roku” magazynu „Gramophone”, francuskie nagrody: Grand Prix du Disque i Diapason d'Or oraz niemiecką – Audiophile CD of the Year za jakość nagrania, mastering, produkcję i reżyserię dźwięku.
W 1996 Telarc połączyła się z inną wytwórnią niezależną – Heads Up, a w 2005 zarówno Telarc, jak i Heads Up zostały zakupione przez Concord Records. Obecnie Telarc i Heads Up działają jako częściowo samodzielne marki w ramach grupy Concord Music Group.
Jack Renner zmarł 19 czerwca 2019 w wieku 84 lat.